# Mimoglenea fuchsi
Mimoglenea fuchsi är en skalbaggsart som beskrevs av Stefan von Breuning 1968. Mimoglenea fuchsi ingår i släktet Mimoglenea och familjen långhorningar. Inga underarter finns listade i Catalogue of Life.